# Kałużna (województwo zachodniopomorskie)
Kałużna – kolonia w Polsce położona w województwie zachodniopomorskim, w powiecie goleniowskim, w gminie Osina.
W latach 1975–1998 miejscowość położona była w województwie szczecińskim.